# Matka, Syn, Bóg
Matka, Syn, Bóg – drugi album studyjny Wojciecha Waglewskiego, Emade i Fisza. Wydawnictwo ukazało się 25 października 2013 roku nakładem Art2 Music.
Nagrania uzyskały status złotej płyty.

## Lista utworów
Opracowano na podstawie materiału źródłowego.
1. „Pocisk” – 4:02
2. „Posłuchaj” – 4:05
3. „Ojciec” – 4:19
4. „Syn” – 5:47
5. „Wrze gąszcz” – 4:43
6. „Trupek” – 4:26
7. „Bóg” – 6:11
8. „Ile jeszcze życia?” – 4:14
9. „Kometa” – 4:56
10. „Żółty but” – 4:18
11. „Matka” – 4:53
12. „Człowiek ćma” – 5:24
13. „Na okrągło” – 3:58